# 未来ロボット技術研究センター
千葉工業大学・未来ロボット技術研究センター（ちばこうぎょうだいがく・みらいロボットぎじゅつけんきゅうセンター、英語: Institute Future Robotics Technology Center, Chiba Institute of Technology、略称：フューロ、fuRo）は、学校法人千葉工業大学直轄のロボット技術研究センターである。
未来ロボット技術研究センターでは未来のロボット産業・技術において中心的な組織となることを目標に、ロボットに関する研究開発をしている。
同センターは2003年6月1日に科学技術振興機構に所属していた北野共生システムプロジェクトチームが千葉工業大学・未来ロボット技術研究センターへ移籍する形で発足した。同センターは日本におけるロボット産業・技術に関する中核を担う機関となることを目的に、大学内外の組織と連携しながら未来のロボット技術に関する研究開発を行っている。

## センターの設立目的
第1に未来のためのロボット技術に関する理論および応用に関して研究をすること、第2にロボットコンサルを通じて産学連携によるロボット産業の創生を図るとともにロボット技術の高度利用を実現するため、ロボット技術の標準化（国際規格）に向けて寄与すること、第3にロボットのプロダクトデザインに関する研究。

## 沿革
- 2003年 - 千葉工業大学・未来ロボット技術研究センター開設。
- 2006年 - 学内発のベンチャー会社「移動ロボット研究所」を設置
- 2009年 - ベンチャー会社「フューロワークス」を設置

## 人員
センター長
- 小宮一仁

センター所長
- 古田貴之

センター副所長
- 小柳栄次
- 友納正裕
- 平井成興

室長
- 先川原正浩

研究員
- 清水正晴
- 吉田智章
- 大和秀彰
- 奥村悠
- 戸田健吾

元研究員
- 瀬戸文美

## 開発したロボット
- lris
- Hibiscus（ハイビスカス）
- Kenaf（ケナフ）
- Quince（クインス）
- Rosemary（ローズマリー）
- Sakura（サクラ）
- morph1
- morph2
- morph3
- Hallucigenia01
- Wind Robot System
- Halluc II
- Hull
- core
- f-palette

## テレビ番組
- 『日経スペシャル カンブリア宮殿』 ニッポン人よ、大志を抱け！ ～夢を仕事にした人スペシャル～（2011年1月6日、テレビ東京）[1]